# Григорије Давидовић-Обшић
Григорије Давидовић-Обшић или Григорије Давидовић Опшић био је српски сликар и иконописац са краја 18. века. Његова дела су неки од иконостаса Фрушкогорских манастира.

## Биографија
Григорије Давидовић-Опшић рођен је у сремском селу Чалма средином 18. века. Опшић је био богат човек тог времена, а истовремено и сликар у тада владајућем барокном стилу. Григориј живописац се јавља 1807. године као једини претплатник, једне филозофске књиге у Чалми.

## Дело
Радио је под утицајем познатог иконописца а свог учитеља Теодора Крачуна, а његови радови су углавном у сремским местима. Био је прво помоћник Димитрија Бачевића и Крачуна. Био је плодан живописац у другој половини 18. века. Потписивао се у црквама и са "Григорије чалмански". Велики број их је пострадао током Другог светског рата од стране хрватских усташких јединица и немачких нациста који су опљачкали све и запалили многе српске манастире по Срему током рата.
У православној цркви у Иригу он је 1774. године насликао Богородичин трон. Најпознатије дело овог сликара је велики иконостас манастира Шишатовац на Фрушкој гори из 1794. године, страдао у Другом светском рату. Претходно је до 4. октобра 1793. године "завршио осликавање манастирске цркве од певница до свода". Опшић је истовремено био и ктитор иконостаса, који је завршио 20. маја 1794. године. Следеће дело је радио за цркву у Дивошу 7. октобра 1795. године. Тамо је осликао зидне слике: "Христов долазак на земљу" "на корошу" (хору) и три иконе на своду исте православне цркве. Склопио је Давидовић уговор са црквеном општином у Горњем Товарнику, 8. маја 1804. године, ради осликавања иконостаса у тамошњој цркви. Његово дело је и живопис у православној цркви у Лаћарку из 1786. године. Јављају се његови радови и у црквама Опатовца, Јазка, родне Чалме, Манђелоса, Великих Радинаца, Платичева, Лежимира...
У оно време, после смрти Јакова Орфелина, Опшић је био један од најзначајнијих сликара српског барокног сликарства.